# 6 Underground
6 Underground è una canzone con influenza trip hop della band britannica Sneaker Pimps, dall'album del 1996 Becoming X. All'inizio, è stata moderatamente trasmessa in radio; in seguito all'utilizzazione come colonna sonora del film del 1997 Il Santo, le stazioni radio hanno cominciato a trasmetterla più frequentemente. La versione più frequentemente ascoltata in radio è il remix di Nellee Hooper (che appare come traccia fantasma nell'album). 6 Underground è diventato un crossover di successo, principalmente nelle radio rock, alternative e pop. La canzone ha raggiunto il 45º posto nella classifica Billboard Hot 100.
La melodia dell'arpa all'inizio della canzone è un campionamento dalla traccia Golden Girl dalla colonna sonora di un film di James Bond del 1964, Missione Goldfinger (in particolare la scena dove Bond scopre Jill Masterton coperta da vernice dorata).
Il videoclip della canzone da una sensazione di atmosfera dark. Durante il video, le riprese si concentrano su Kelli Dayton mentre canta al centro di una stanza parzialmente illuminata, seduta su una sedia da dentista. Occasionalmente compaiono gli altri membri della band. Le riprese seguono Kelli mentre lentamente cammina nella stanza cantando la canzone.
Originariamente, la canzone è stata una hit nei club nel Regno Unito. Dopo il successo commerciale e la popolarità della versione album, il gruppo ha pubblicato diversi remix, alcuni dei quali con un format dance diventati hit nelle discoteche e nelle stazioni radio.
La canzone è stata utilizzata in numerosi film:
- Il Santo, appena prima della scena di sesso
- The Watcher, in un negozio di dischi, quando David Allen Griffin (Keanu Reeves) sta tentando di sedurre la sua prossima vittima, un'impiegata del negozio
- Giovani, pazzi e svitati, durante l'entrata alla festa del personaggio interpretato da Jennifer Love Hewitt, Amanda Beckett
- Il risolutore
- Cruel Intentions - Prima regola non innamorarsi
- Nemico pubblico, durante la scena in un negozio di lingerie
- Dogtown and Z-Boys, in un segmento riguardante il molo Pacific Ocean Park

È stata utilizzata anche in numerosi show televisivi: è stata la sigla di apertura della breve serie televisiva Titans, durante i titoli di apertura dell'episodio 221 "Friends in Deed" di Beverly Hills 90210, durante l'episodio di Daria "The Invitation" e nella pubblicità della nuova serie di The History Channel, Cities of the Underworld.